# Geranomyia tenebricosa
Geranomyia tenebricosa är en tvåvingeart som beskrevs av Alexander 1928. Geranomyia tenebricosa ingår i släktet Geranomyia och familjen småharkrankar. Inga underarter finns listade i Catalogue of Life.